# Roque Júnior
José Vítor Roque Júnior (31 d'agost de 1976) és un exfutbolista brasiler.

## Selecció del Brasil
Va formar part de l'equip brasiler a la Copa del Món de 2002.

## Palmarès
Palmeiras
- Campeonato Paulista: 1996, 2008
- Copa do Brasil: 1998
- Copa Mercosur: 1998
- Copa Libertadores: 1999
- Torneio Rio-São Paulo: 2000

Milan
- UEFA Champions League: 2002–03
- Coppa Italia: 2002–03

Brasil
- FIFA World Cup: 2002
- FIFA Confederations Cup: 2005